# Sigitas Geda
Sigitas Zigmas Geda (4. února 1943, Paterai – 12. prosince 2008, Vilnius) byl litevský básník, dramatik, kritik, překladatel a esejista.

## Životopis
Roku 1966 absolvoval studia na Vilniuské univerzitě, studoval na fakultě historie a filologie, obor litevský jazyk a literatura.
Mezi lety 1967–1975 pracoval v redakci časopisu Mūsų gamta, ale byl propuštěn z důvodu politického aktivismu. Mezi lety 1988–1990 byl tajemníkem Svazu litevských spisovatelů.
Od roku 1967 je členem Svazu litevských spisovatelů. Mezi lety 1988–1990 byl členem Sąjūdisu, člen litevského Seimasu.
Roku 2007 Geda stanul před soudem kvůli obvinění z násilí na své dceři.

## Tvorba
Jeho byly poprvé publikovány roku 1959. Roku 1966 debutoval se sbírkou básní „Pėdos“ (Nohy).